# Torenscheefkelk
De torenscheefkelk (Arabis turrita) is een overblijvende plant uit de kruisbloemenfamilie (Brassicaceae), die vooral voorkomt in het westelijk Middellandse Zeegebied.

## Naamgeving enetymologie
- Synoniemen: Arabis elongata Salisb.; Arabis eriocarpa Schur; Arabis lateripendens St.-Lag.; Arabis longisiliqua Wallr.; Arabis major Gray; Arabis media var. angustifolia N.Busch; Arabis media var. glabra (DC.) N.Busch; Arabis media var. glandulosa N.Busch; Arabis ochroleuca (Lam.) Lam.; Arabis pendula Lachen. ex Rchb.; Arabis purpurascens C.Presl; Arabis rugosa Moench; Arabis turriti Clairv.; Arabis umbrosa Crantz; Brassica turrita (L.) Lyons; Cardaminopsis petraea subsp. umbrosa (Turcz.) Peschkova; Cardaminopsis umbrosa (Turcz.) Czerep.; Crucifera umbrosa E.H.L.Krause; Erysimum ochroleucum (Lam.) Kuntze [Illegitimate]; Erysimum preslianum Kuntze; Erysimum turrita (L.) Kuntze; Pseudoturritis turrita (L.) Al-Shehbaz; Turritis ochroleuca Lam.
- Frans: Arabette tourette

De botanische naam Arabis is Oudgrieks voor 'van Arabië'. De soortaanduiding turrita is afgeleid van het Latijnse turris (toren).

## Kenmerken
De torenscheefkelk is een tweejarige- of meerjarige kruidachtige plant, met een onvertakte, zachtbehaarde, vaak roodachtig aangelopen stengel die tot 80 cm hoog wordt. De plant draagt aan de voet een wortelrozet met omgekeerd eironde tot langwerpige bladeren met een getande bladrand. De talrijke stengelbladeren staan verspreid en bezitten een stengelomvattende en geoorde bladvoet.
De bloeiwijze is een kleine bloemtros met kelkvormige, viertallige bloemen. De kroonblaadjes zijn geelachtig wit en 6 tot 10 mm lang.
De vrucht is een naar beneden gebogen, 10 tot 15 cm lange peul, die alle aan één zijde van de plant afhangen.
De plant bloeit van april tot in augustus.

## Habitaten verspreiding
De torenscheefkelk komt vooral voor in bergachtige gebieden op warme en open of licht beboste, stenige plaatsen op kalkrijke bodem.
Ze is te vinden in de gebergtes van Midden- en Zuid-Europa, westelijk Azië en Noord-Afrika (Algerije), met het zwaartepunt in het westelijk Middellandse Zeegebied.
... · 
A. alpina (Alpenscheefkelk) · 
A. glabra (Torenkruid) · 
A. hirsuta subsp. hirsuta (Ruige scheefkelk) · 
A. hirsuta subsp. sagittata (Pijlscheefkelk) · 
A. soyeri · 
A. turrita (Torenscheefkelk) · 
...